# (385201) 1999 RN215
(385201) 1999 RN215, também escrito como (385201) 1999 RN215, é um objeto transnetuniano (TNO) que está localizado no cinturão de Kuiper, uma região do Sistema Solar. Este objeto é classificado com um cubewano. O mesmo tem cerca de 201 km de diâmetro. por isso é improvável que possa ser classificado como um planeta anão, devido ao seu tamanho relativamente pequeno.

## Órbita
A órbita de (385201) 1999 RN215 tem uma excentricidade de 0.072, e seu um semieixo maior de 43.182 UA.